# Södra Hyn
Södra Hyn är en sjö i Karlstads kommun, Forshaga Kommun och Kils kommun i Värmland och ingår i Göta älvs huvudavrinningsområde. Sjön är 4,9 meter djup, har en yta på 4,17 kvadratkilometer och befinner sig 47 meter över havet. Sjön avvattnas av vattendraget Gravån. Vid provfiske har en stor mängd fiskarter fångats, bland annat abborre, björkna, braxen och gers.

## Delavrinningsområde
Södra Hyn ingår i det delavrinningsområde (659907-136270) som SMHI kallar för Utloppet av Södra Hyn. Medelhöjden är 70 meter över havet och ytan är 18,69 kvadratkilometer. Räknas de 2 avrinningsområdena uppströms in blir den ackumulerade arean 42,59 kvadratkilometer. Gravån som avvattnar avrinningsområdet har biflödesordning 2, vilket innebär att vattnet flödar genom totalt 2 vattendrag innan det når havet efter 253 kilometer. Avrinningsområdet består mestadels av skog (45 procent) och jordbruk (14 procent). Avrinningsområdet har 4,9 kvadratkilometer vattenytor vilket ger det en sjöprocent på 26,2 procent. Bebyggelsen i området täcker en yta av 0,52 kvadratkilometer eller 3 procent av avrinningsområdet.

## Fisk
Vid provfiske har följande fisk fångats i sjön:
- Abborre
- Björkna
- Braxen
- Gärs
- Gädda
- Gös
- Karpfisk obestämd
- Löja
- Mört
- Sarv
- Sutare